# Brazos Valley Cavalry Football Club
Brazos Valley Cavalry FC é um time americano de futebol  baseado em Bryan, Texas, Estados Unidos. Fundada em 2017, a equipe joga na USL League Two.
A equipe joga seus jogos em casa no Estádio Nutrabolt, lar dos Brazos Valley Bombers da Texas Collegiate League . As cores da equipe são preto, vermelho e branco.
A equipe servirá como afiliada híbrida do Houston Dynamo da Major League Soccer . A afiliação híbrida, inédita no PDL, significa que o Dynamo será responsável pelas operações de futebol do clube, selecionando jogadores e treinadores. O grupo acionário, Clutch Entertainment, será responsável pelas operações e administração diária do clube.

## História
Em janeiro de 2017, o Houston Dynamo anunciou sua afiliação oficial a uma nova equipe de PDL que começaria a jogar no verão em College Station / Bryan, Texas. Eles serão de propriedade do Clutch Entertainment Group, que já possui o time de beisebol, Brazos Valley Bombers.
Em 16 de janeiro de 2017, James Clarkson foi anunciado como o treinador da temporada inaugural. Clarkson esteve no Houston Dynamo por 10 anos como diretor da Academia e supervisionou a criação e o desenvolvimento desse programa.
Em fevereiro de 2017, o Brazos Valley Cavalry FC foi anunciado como o nome da equipe em uma votação online. A crista e as cores da equipe também foram anunciadas, com duas estrelas representando as duas maiores comunidades no vale de Brazos “Bryan” e “College Station”.

## Estatísticas

### Participações
|  | Participações em 2020 |

| Competição     | Competição               | Temporadas | Melhor campanha      | Estreia | Última | P | R |
| Estados Unidos | Lamar Hunt U.S. Open Cup | 2          | Primeira Fase (2019) | 2019    | 2020   |   | – |